# Perla
Ermelinda Pedroso Rodríguez D'Almeida (Caacupé, 17 de março de 1951), mais conhecida como Perla e também como Perla Paraguaia, é uma cantora e compositora paraguaia.
Nascida e criada em Caacupé, Cordillera, no Paraguai, a cantora de longos cabelos negros mudou-se para o Brasil aos vinte anos de idade, em busca de oportunidades em sua carreira musical. Consagrou-se como cantora de rádio e TV em 1975 com o sucesso Estrada do Sol, versão em português da música italiana  Alle porte del solle, desde então. Ao longo de sua carreira profissional, vendeu mais de 15 milhões de álbuns, Ganhou 11 discos de ouro, dois de platina, um de platina duplo, entre outras premiações.

## Biografia
Oriunda de uma família humilde de músicos paraguaios, fazia parte do grupo "Las Maravillas del Paraguay" com o pai e os cinco irmãos, onde se apresentavam em diversos eventos pelo país. No início da década de 1970, em busca de crescimento em sua carreira, deixou o grupo e foi para o Brasil, se mudando para o Rio de Janeiro, onde, com os anos consagrou-se como uma premiada cantora de rádio e televisão. Devido a seu primeiro casamento, mudou-se do Rio e viveu durante alguns anos na cidade paulista de Santos, posteriormente mudando-se para São Paulo.
Em 2018, vivendo há mais de vinte anos na cidade de Cotia, revelou em entrevistas passar muitas dificuldades financeiras, pois seu falecido marido roubou parte de sua fortuna. A cantora está solteira e vive sozinha em meio a natureza, revelando ser este ambiente que a inspira musicalmente, vivendo em uma chácara, na Granja Viana. Apesar de diversos tratamentos, a artista não conseguiu ter filhos biológicos, optando pela adoção, tendo uma filha a quem batizou de Perla, em homenagem a seu nome artístico. A cantora possui um bisneto, Andrew Alexander. A artista revelou ser muito católica, possuindo uma gruta para abrigar a imagem de Nossa Senhora, e um altar para seus santos de devoção.

## Carreira
Chegando o Rio, na década de 1970, começou a se apresentar em casas noturnas, como "O Bigode do Meu Tio" em Vila Isabel. Seu repertório consiste basicamente em versões. Começou a fazer sucesso em meados de 1975, conquistando grande aceitação entre o público popular. Seu repertório é composto de tendências que vão das guarânias e boleros a versões de músicas pertencentes ao mundo pop, ficando conhecida como cantora romântica. Gravou várias versões de músicas do conjunto sueco ABBA. Nessa fase, o seu maior sucesso foi a versão que ela fez para "Fernando", em 1976, incluída no LP "Palavras de amor". Em 1979, lançou um LP no qual as músicas apresentavam arranjos da disco-music, em voga na época, destacando-se uma versão para "Love's in the Air". Fez também versões para canções italianas e norte-americanas. Ao longo das décadas de 1980 e 1990, manteve-se ativa, apresentando-se em shows e programas, além de gravar alguns discos independentes financiados pelo seu fã-clube. Desse período, destaca-se o sucesso "Pequenina", versão de Chiquitita). Lançou em 1999 o CD "Especialmente para você".
Em maio de 2002, lançou o disco "Perla canta ABBA e outros hits", elaborado a partir de uma compilação de sucessos da cantora, feita pelo pesquisador Rodrigo Faour.

## Livro
Em 2018, Perla lançou uma autobiografia, intitulada Perla A Eterna Pequenina, de autoria do escritor e poeta joinvilense Marinaldo de Silva e Silva. O livro conta toda a trajetória da cantora, desde suas origens humildes até a chegada ao estrelato. Também apresenta os momentos mais difíceis vividos por ela, seja em sua vida pessoal ou profissional. 

## Atualmente
Durante os anos seguintes, Perla continuou a se apresentar em diversos locais no Brasil e no Paraguai, além de continuar gravando discos e participações especiais em programas de televisão.
Em dezembro de 2021, após um show realizado em Cascavel, no Paraná, Perla conheceu os empresários José Eduardo Sampaio e Roberto Kaefer, que decidiram investir fortemente na retomada da carreira da cantora. Atualmente, Perla Paraguaia está promovendo uma nova série de apresentações pelo Brasil. Além disso, Perla lançou um novo site oficial e, atualmente, está preparando o lançamento de um novo álbum e um DVD, previstos para serem lançados no final de 2022.

## Discografia (parcial)
- (2010) Perla Canta Paraguay Brasil
- (2006) Maxximum • Sony/BMG
- (2002) Perla Canta Abba e Outros Hits
- (2001) Nuesstras Canciones
- (2001) Nossas Canções
- (2000) Grandes Sucessos • RCA/Sony/BMG
- (1999) Especialmente Para Você
- (1998) 25 Sucessos
- (1997) Boleros[3]
- (1995) Mulher
- (1995) Perla en Paraguay - Sus Mejores Momentos
- (1987) Voz e Coração • Copacabana
- (1985) Perla • Copacabana
- (1984) Apaixonada
- (1982) Confidencias En Español • RCA
- (1982) Confidências • RCA
- (1981) É O Amor • RCA
- (1981) Canta En Español Vol. 2 • RCA
- (1980) Canta En Español • RCA
- (1980) Nosso Amor Será Um Hino • RCA
- (1979) Linha 3 • Disco de Ouro Vol. 2 • RCA
- (1979) Pequenina • RCA
- (1978) Linha 3 • Disco de Ouro • RCA
- (1978) Perla • RCA
- (1977) Perla • RCA
- (1976) Palavras De Amor • RCA
- (1975) Perla • RCA
- (1972) Perla